# Benet XIV de Rodés
Bernard Garnier, l'antipapa Benet XIV, fou nomenat successor de l'antipapa Benet XIII d'Avinyó, el Papa Luna, i va actuar tot el seu mandat en secret.
Del seu pontificat, tan sols es coneix una carta del francès Comte d'Armagnac a Joana d'Arc on li explicava que l'arxidiaca de Rodés sabia on s'amagava Benet XIV i que ell l'acceptava com a papa legítim, ja que era el successor de la línia d'Avinyó (França).
La seva vida misteriosa i la falta de notícies sobre la seva persona l'ha fet aparèixer en diverses obres de novel·les històriques. Les més famoses són les de Jean Raspail i Gerard Bavoux, que imaginen que la seva línia successòria ha continuat. Basant-se en aquestes obres, alguns fins i tot creuen que actualment existiria un papa amb el títol de Benet XL.